# Carazinho
Carazinho es un municipio brasileño situado en el estado de Rio Grande do Sul. Según el censo de 2022, tiene una población de 61 804 habitantes.
Está ubicado a una altitud de 603 metros sobre el nivel del mar.
Ocupa una superficie de 666.69 km².